# Кім Сон Джип
Кім Сон Джип (13 січня 1919 — 20 лютого 2016) — південнокорейський важкоатлет.
Бронзовий призер Олімпійських Ігор 1948 (середня вага), 1952 (середня вага) років, учасник 1956 року.
Переможець Азійських ігор 1954 року в напівважкій вазі.
Бронзовий призер Чемпіонату світу 1947 року в середній вазі.